# Paul Hacker
Paul Hacker (Seelscheid, 6. siječnja 1913. – Münster, 18. ožujka 1979.) bio je njemački indolog.
Od 1955. do 1963. djelovao je u Bonnu. Tamo se sprijateljio s kolegom Josephom Ratzingerom te je s luteranstva prešao na katoličanstvo.

### Knjige
- Ratzinger, Joseph. 2006. Moj život. Verbum. Split.